# 音頻功率放大器

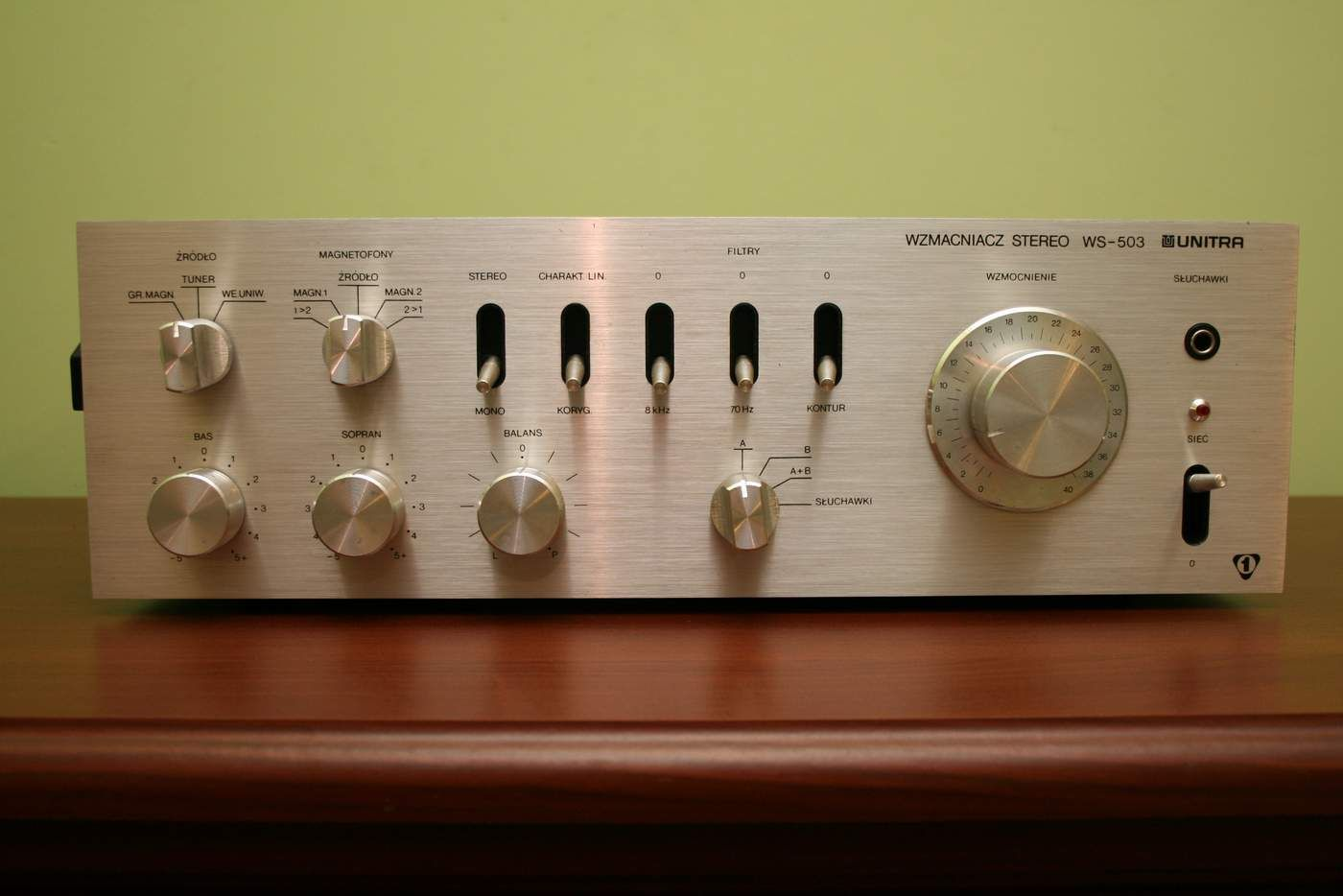
Unitra製造的立體效果音頻功率放大器

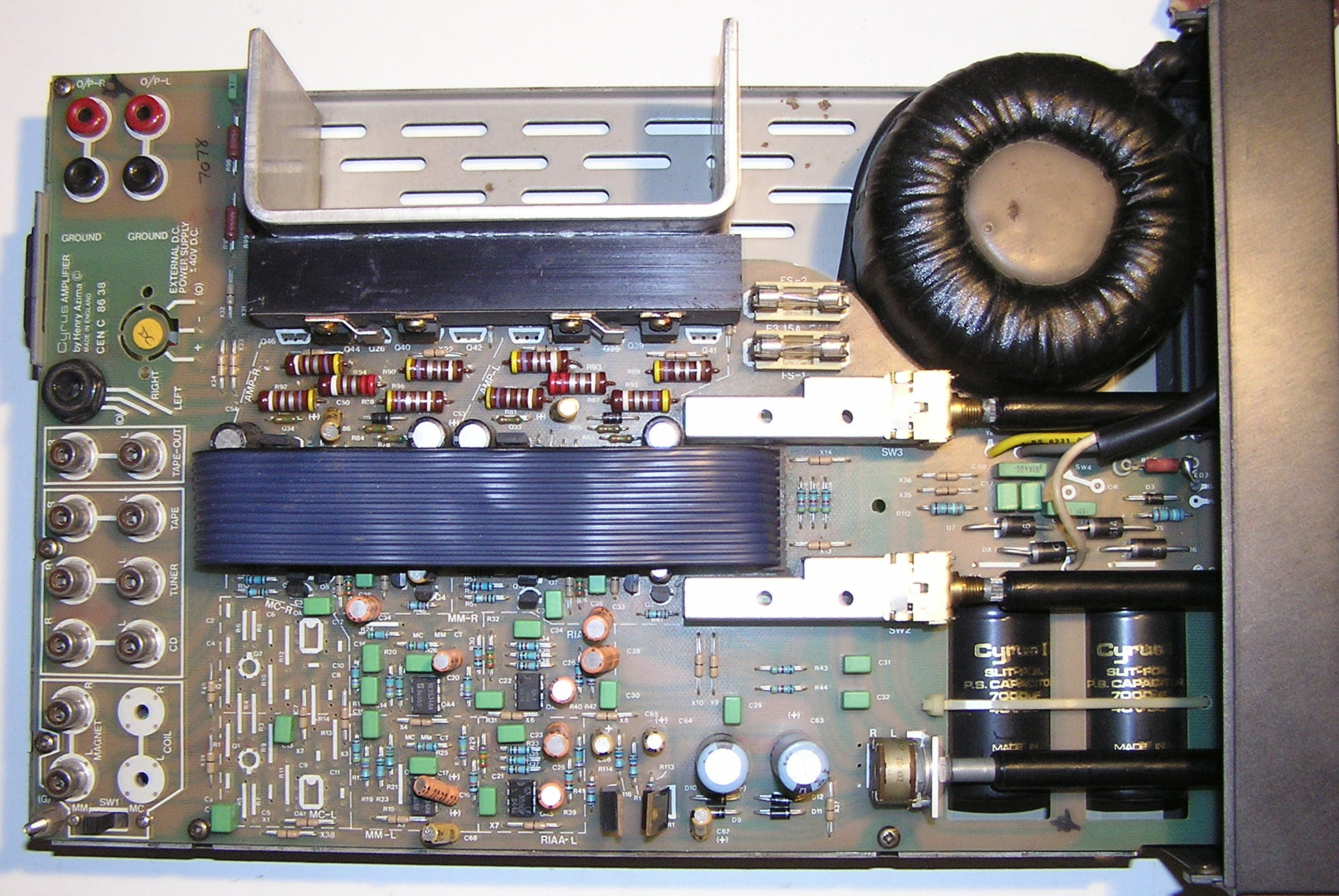
Mission Cyrus 1 Hi Fi整合式音頻放大器的內觀圖（1984年）

音频功率放大器（英語：audio power amplifier），简称功放（power amp），是一種電子放大器，可將低功率電子音頻信號（例如來自無線電收信機或電吉他拾音器的信號）放大到足以驅動揚聲器或耳機的水準。音頻功率放大器存在於各種音響系統中，包括場館擴聲、公共廣播、家庭音響系統和吉他放大器等樂器放大器。在信號被發送到揚聲器之前，它是典型音頻播放鏈中的最後一個電子階段。
音頻功率放大器的輸入信號（例如來自電吉他的信號）可能只有幾百微瓦，其輸出信號可能在小型消費電子設備（例如時鐘收音機）裡只有幾瓦，在家庭立體音響系統裡有幾十或幾百瓦，在夜總會的音響系統裡有幾千瓦，而在大型搖滾音樂會擴聲系統裡則需要到幾萬瓦。雖然音頻功率放大器有時會是獨立裝置，例如針對音響愛好者和擴聲系統專業人士的高傳真音響迷市場（利基市場），但大多數消費性電子音頻產品，如時鐘收音機、手提音響和電視等，功率相對較小，會將它併入產品中。

## 歷史

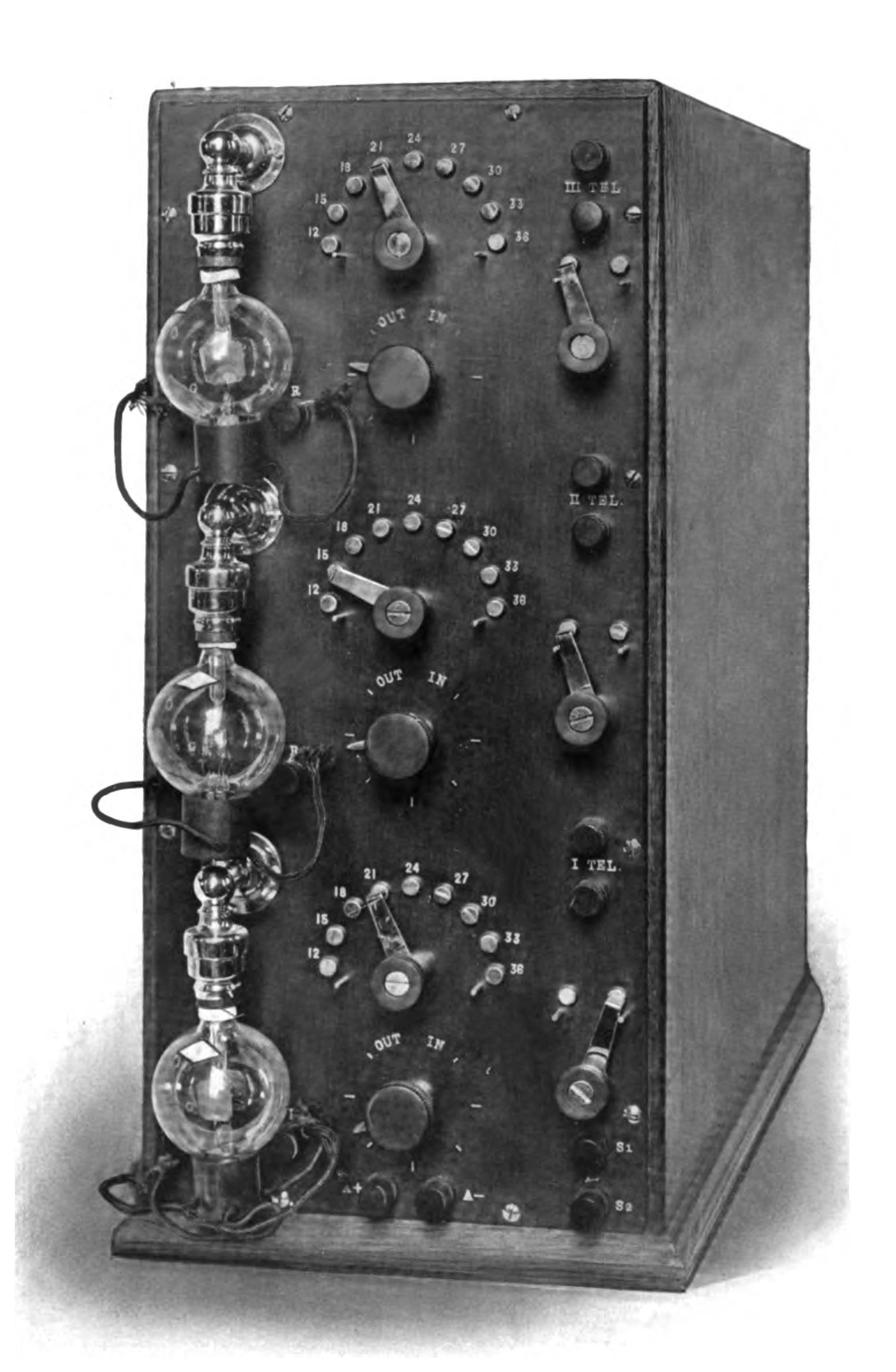
德富雷斯特的音頻放大器原型，1914年

音頻放大器是由李·德富雷斯特在1912年左右發明，肇因於他在1907年發明了第一個實用的放大電氣元件三極真空管，從而促成其事。三極管是一種三端元件，具有一個控制網格，可以調節從燈絲到板子的電子流。三極管真空管放大器被用來製造第一台調幅收音機。早期的音頻功率放大器基於真空管，其中一些實現了非常高的音頻品質（例如1947至1949年的威廉森放大器）。
隨著1960年代後期廉價電晶體的廣泛應用，基於電晶體的音頻功率放大器變得實用。自1970年代以來，大多數現代音頻放大器都基於固態電晶體，尤其是雙極性接面型電晶體（BJT）和金屬氧化物半導體場效電晶體（MOSFET）。與真空管放大器相比，基於電晶體的放大器重量更輕、更可靠而且需要的維護更少。
MOSFET由穆罕默德·阿塔拉和姜大元於1959年在貝爾實驗室發明，1974年由日本東北大學的西澤潤一改造為用於音頻的功率MOSFET。山葉很快就為他們的高傳真音頻放大器製造出功率MOSFET。JVC、先鋒公司、索尼和東芝也在1974年開始製造帶有功率MOSFET 的放大器。1977年，日立推出了LDMOS（橫向擴散MOS），一種功率MOSFET。日立是1977年至1983年間唯一的LDMOS製造商，在此期間，LDMOS被用於HH電子（V 系列）和Ashly Audio等製造商的音頻功率放大器，並用於音樂和公共廣播系統。D類放大器在1980年代中期獲得成功，當時低成本、快速開關的MOSFET變得可用。許多電晶體放大器在其功率部分使用MOSFET元件，因為它們的失真曲線更像真空管。
在2010年代，仍然有音頻愛好者、音樂家（尤其是電吉他、電貝斯、哈蒙德電風琴和羅德斯電鋼琴等樂器演奏者）、音頻工程師和音樂製作人更喜歡基於真空管的放大器，並且認為那是“溫暖的”管聲。

## 設計參數
音頻功率放大器的關鍵設計參數是頻率響應、增益、噪聲和失真。這些是相互依存的；增加增益通常會導致噪聲和失真的不良增加。雖然負反饋實際上降低了增益，但它也減少了失真。大多數音頻放大器都是屬於AB類的線性放大器。

## 應用
重要應用包括公共廣播系統、劇院和音樂會擴聲系統以及立體聲或家庭劇院等家用系統。包括吉他放大器和鍵盤放大器在內的樂器放大器也使用音頻功率放大器。